# Exyston clementi
Exyston clementi är en stekelart som först beskrevs av Geoffrey John Kerrich 1952.
Exyston clementi ingår i släktet Exyston och familjen brokparasitsteklar. Inga underarter finns listade i Catalogue of Life.